# Saint-Séverin-sur-Boutonne
Pour les articles homonymes, voir Saint-Séverin et Boutonne (homonymie).
Saint-Séverin-sur-Boutonne est une commune du sud-ouest de la France située dans le département de la Charente-Maritime (région Nouvelle-Aquitaine). Ses habitants sont appelés les  Saint-Séverinois  et les Saint-Séverinoises.

## Géographie

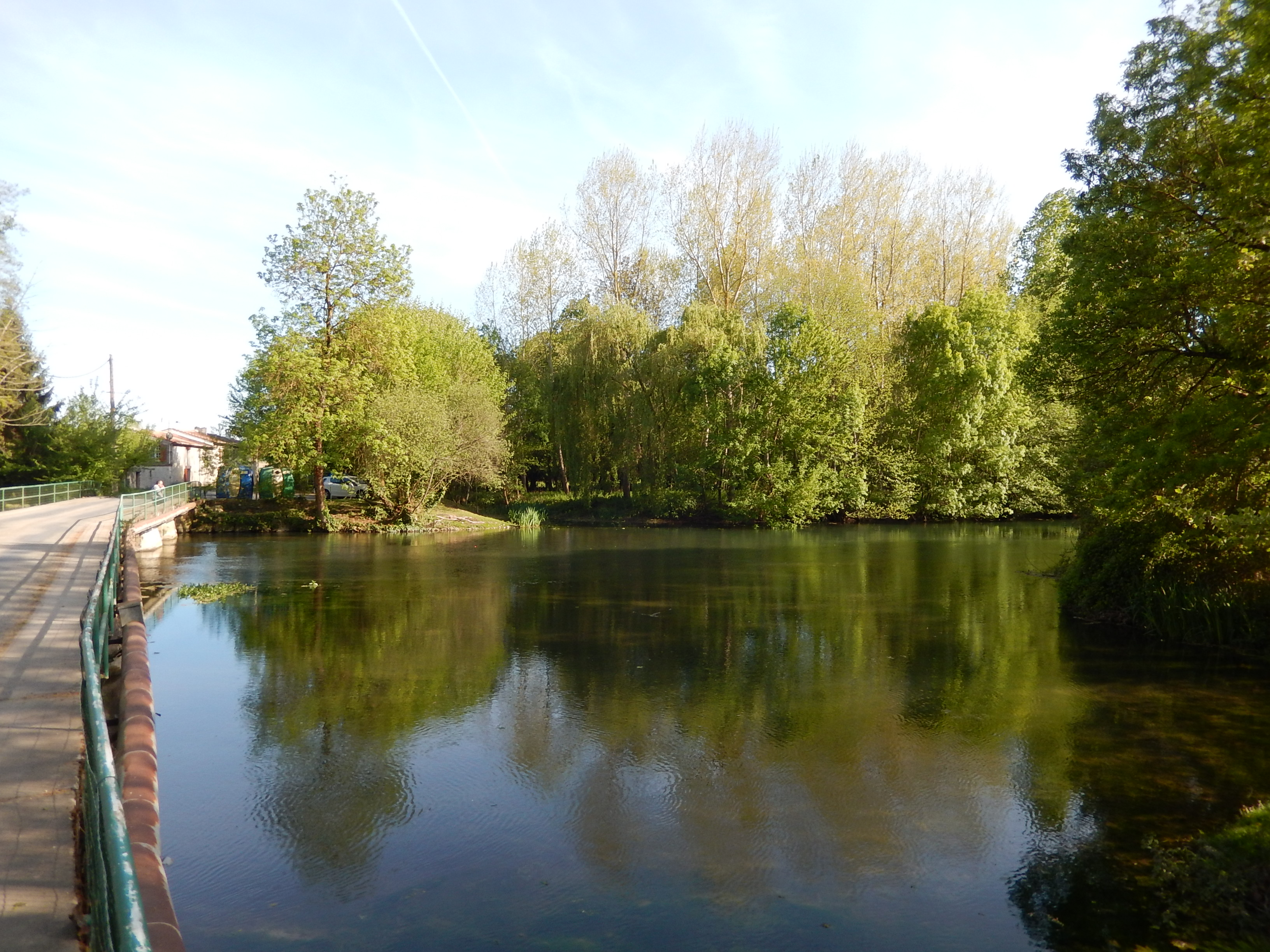
La Boutonne à Saint-Séverin, en avril 2017.

La commune de Saint-Séverin-sur-Boutonne est, comme son hydronyme l'indique, arrosée par la Boutonne, principal affluent de rive droite de la Charente. C'est dans cette commune que la Boutonne pénètre dans le département de la Charente-Maritime dans une vallée encaissée et dissymétrique.
Commune essentiellement agricole, Saint-Séverin-sur-Boutonne possède un finage communal où les terres agricoles sont tournées vers la céréaliculture au profit de l'élevage laitier qui fut longtemps la plus importante activité agricole de la commune.
Dans sa partie septentrionale et en bordure du département des Deux-Sèvres, la commune jouxte la forêt de Chizé qui, avec  la forêt d'Aulnay, sont des reliques de l'antique Sylve d'Argenson.

### Communes limitrophes
|                        | Boisserolles (Deux-Sèvres) |                        |
| Villeneuve-la-Comtesse | Saint-Séverin-sur-Boutonne | Le Vert (Deux-Sèvres)  |
|                        | Coivert                    | Dampierre-sur-Boutonne |

## Urbanisme

### Typologie
Au 1er janvier 2024, Saint-Séverin-sur-Boutonne est catégorisée commune rurale à habitat dispersé, selon la nouvelle grille communale de densité à 7 niveaux définie par l'Insee en 2022.
Elle est située hors unité urbaine et hors attraction des villes,.

### Occupation des sols
L'occupation des sols de la commune, telle qu'elle ressort de la base de données européenne d’occupation biophysique des sols Corine Land Cover (CLC), est marquée par l'importance des territoires agricoles (51,3 % en 2018), une proportion sensiblement équivalente à celle de 1990 (51,4 %). La répartition détaillée en 2018 est la suivante : 
terres arables (46,7 %), forêts (36,1 %), milieux à végétation arbustive et/ou herbacée (12,6 %), zones agricoles hétérogènes (4,6 %). L'évolution de l’occupation des sols de la commune et de ses infrastructures peut être observée sur les différentes représentations cartographiques du territoire : la carte de Cassini (XVIIIe siècle), la carte d'état-major (1820-1866) et les cartes ou photos aériennes de l'IGN pour la période actuelle (1950 à aujourd'hui).

### Risques majeurs
Le territoire de la commune de Saint-Séverin-sur-Boutonne est vulnérable à différents aléas naturels : météorologiques (tempête, orage, neige, grand froid, canicule ou sécheresse), inondations, mouvements de terrains et séisme (sismicité modérée). Il est également exposé à un risque technologique,  le transport de matières dangereuses. Un site publié par le BRGM permet d'évaluer simplement et rapidement les risques d'un bien localisé soit par son adresse soit par le numéro de sa parcelle.

#### Risques naturels
Certaines parties du territoire communal sont susceptibles d’être affectées par le risque d’inondation par débordement de cours d'eau, notamment la Boutonne. La commune a été reconnue en état de catastrophe naturelle au titre des dommages causés par les inondations et coulées de boue survenues en 1982, 1993, 1999 et 2010,.

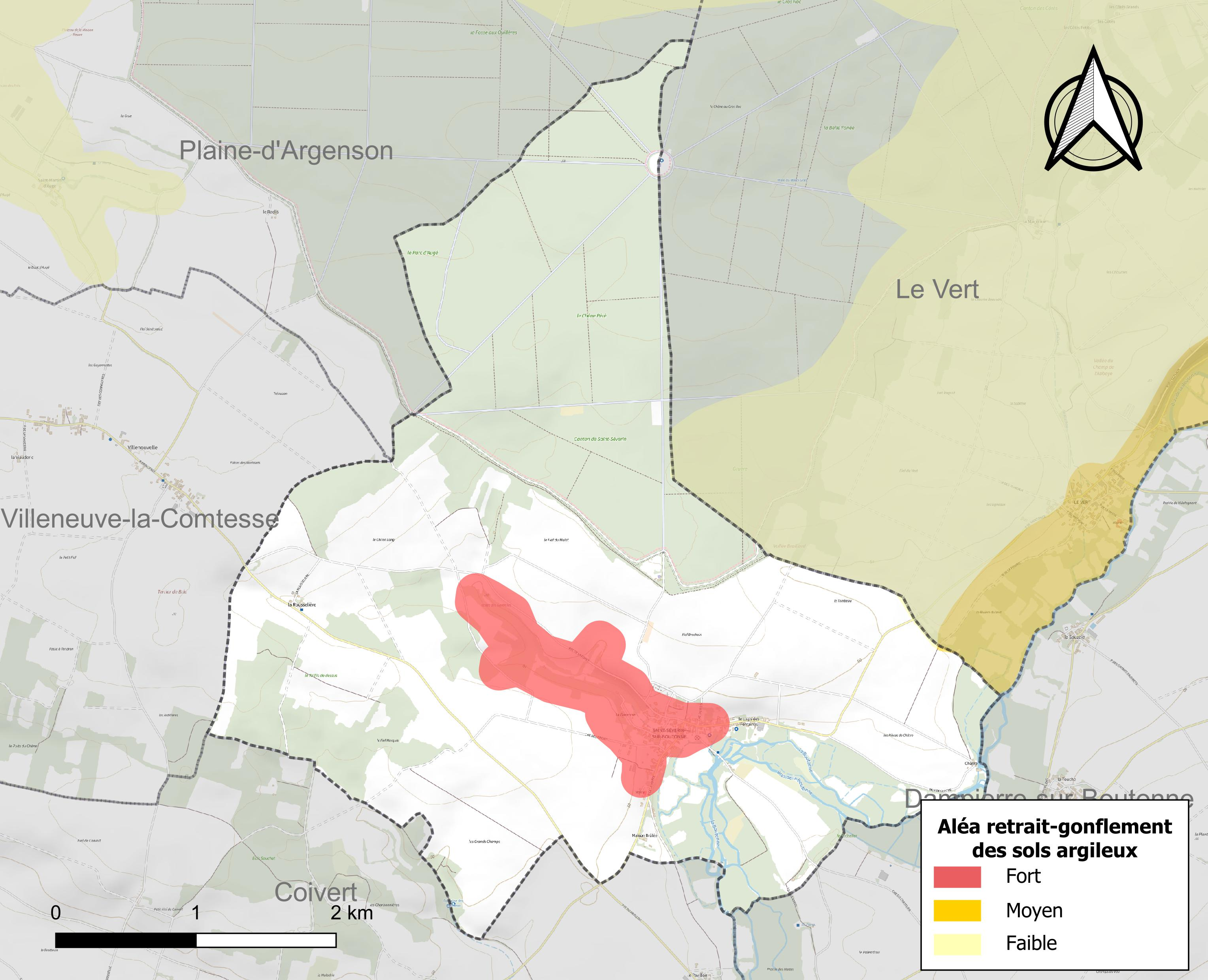
Carte des zones d'aléa retrait-gonflement des sols argileux de Saint-Séverin-sur-Boutonne.

Les mouvements de terrains susceptibles de se produire sur la commune sont des tassements différentiels.
Le retrait-gonflement des sols argileux est susceptible d'engendrer des dommages importants aux bâtiments en cas d’alternance de périodes de sécheresse et de pluie. 6,9 % de la superficie communale est en aléa moyen ou fort (54,2 % au niveau départemental et 48,5 % au niveau national). Sur les 88 bâtiments dénombrés sur la commune en 2019,  63 sont en aléa moyen ou fort, soit 72 %, à comparer aux 57 % au niveau départemental et 54 % au niveau national. Une cartographie de l'exposition du territoire national au retrait gonflement des sols argileux est disponible sur le site du BRGM,.
Par ailleurs, afin de mieux appréhender le risque d’affaissement de terrain, l'inventaire national des cavités souterraines permet de localiser celles situées sur la commune.
Concernant les mouvements de terrains, la commune a été reconnue en état de catastrophe naturelle au titre des dommages causés par des mouvements de terrain en 1999 et 2010.

#### Risques technologiques
Le risque de transport de matières dangereuses sur la commune est lié à sa traversée par une ou des infrastructures routières ou ferroviaires importantes ou la présence d'une canalisation de transport d'hydrocarbures. Un accident se produisant sur de telles infrastructures est susceptible d’avoir des effets graves sur les biens, les personnes ou l'environnement, selon la nature du matériau transporté. Des dispositions d’urbanisme peuvent être préconisées en conséquence.

## Toponymie
Le nom de la commune provient de saint Séverin, à qui la commune a été dédiée.

## Administration

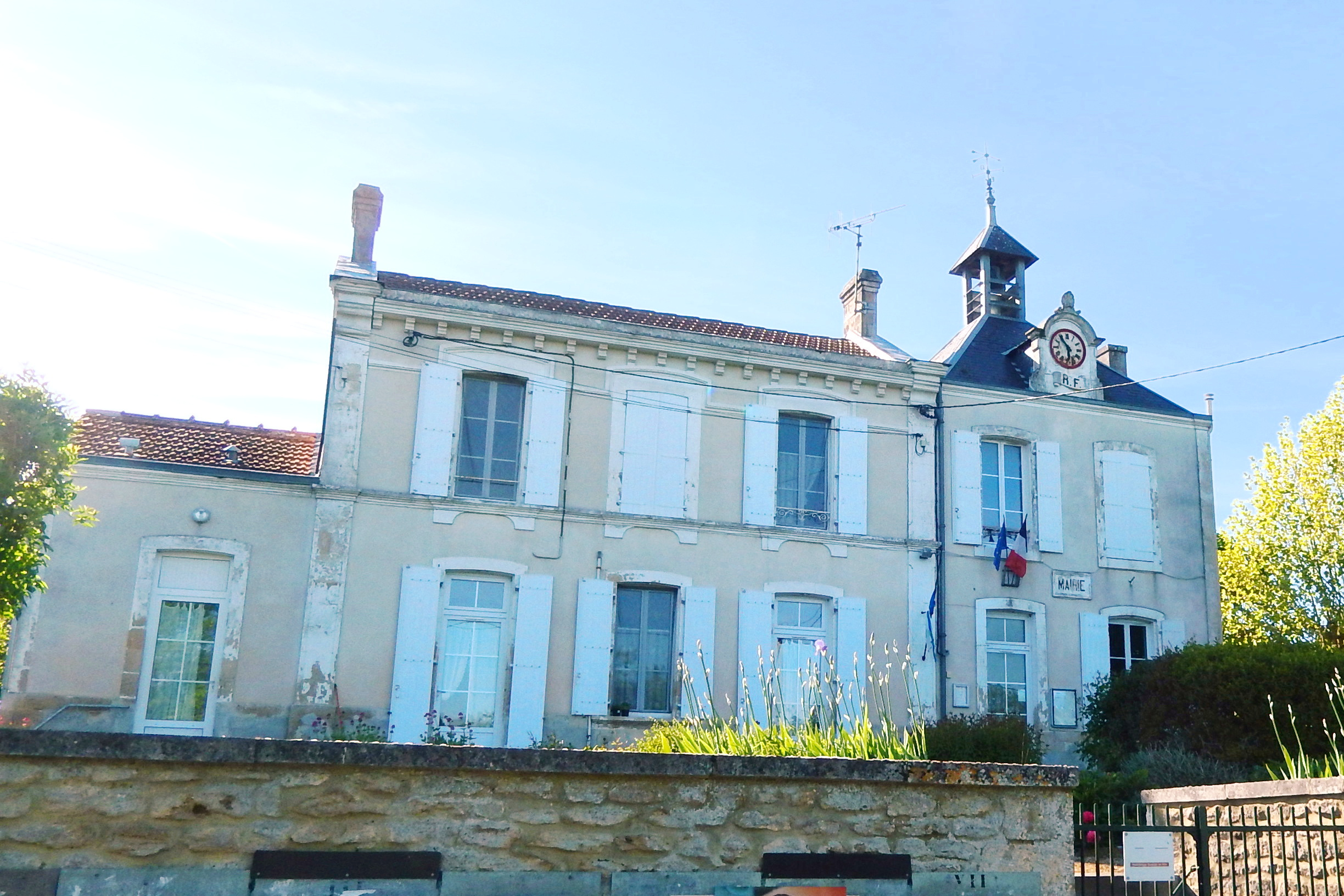
La mairie de Saint-Séverin-sur-Boutonne.

### Liste des maires
| Période                                  | Période  | Identité       | Étiquette | Qualité     |
| ---------------------------------------- | -------- | -------------- | --------- | ----------- |
| 2001                                     | 2014     | Monique Roy    |           |             |
| 2014                                     | En cours | Jacques Goguet |           | Agriculteur |
| Les données manquantes sont à compléter. |          |                |           |             |

## Démographie

### Évolution démographique
L'évolution du nombre d'habitants est connue à travers les recensements de la population effectués dans la commune depuis 1793. Pour les communes de moins de 10 000 habitants, une enquête de recensement portant sur toute la population est réalisée tous les cinq ans, les populations de référence des années intermédiaires étant quant à elles estimées par interpolation ou extrapolation. Pour la commune, le premier recensement exhaustif entrant dans le cadre du nouveau dispositif a été réalisé en 2006.

En 2022, la commune comptait 93 habitants, en évolution de −8,82 % par rapport à 2016 (Charente-Maritime : +4,04 %, France hors Mayotte : +2,11 %).
| 1793 | 1800 | 1806 | 1821 | 1831 | 1836 | 1841 | 1846 | 1851 |
| ---- | ---- | ---- | ---- | ---- | ---- | ---- | ---- | ---- |
| 393  | 503  | 470  | 527  | 528  | 513  | 464  | 470  | 450  |

| 1856 | 1861 | 1866 | 1872 | 1876 | 1881 | 1886 | 1891 | 1896 |
| ---- | ---- | ---- | ---- | ---- | ---- | ---- | ---- | ---- |
| 437  | 467  | 463  | 407  | 399  | 365  | 350  | 330  | 327  |

| 1901 | 1906 | 1911 | 1921 | 1926 | 1931 | 1936 | 1946 | 1954 |
| ---- | ---- | ---- | ---- | ---- | ---- | ---- | ---- | ---- |
| 304  | 322  | 313  | 255  | 235  | 227  | 236  | 240  | 222  |

| 1962 | 1968 | 1975 | 1982 | 1990 | 1999 | 2006 | 2011 | 2016 |
| ---- | ---- | ---- | ---- | ---- | ---- | ---- | ---- | ---- |
| 190  | 188  | 170  | 156  | 145  | 136  | 122  | 115  | 102  |

| 2021 | 2022 | - | - | - | - | - | - | - |
| ---- | ---- | - | - | - | - | - | - | - |
| 94   | 93   | - | - | - | - | - | - | - |

## Lieux et monuments
Au lieu-dit le Châtelier il reste des vestiges d'un camp romain et la zone est inscrite comme monument historique par arrêté du 11 mai 1945.
L'église est fortifiée, défendue par des échauguettes construites en encorbellement sur les contreforts de la façade.

Comme de nombreux villages alentour, Saint-Séverin-sur-Boutonne possède un lavoir, positionné sur la rive droite de la Boutonne.

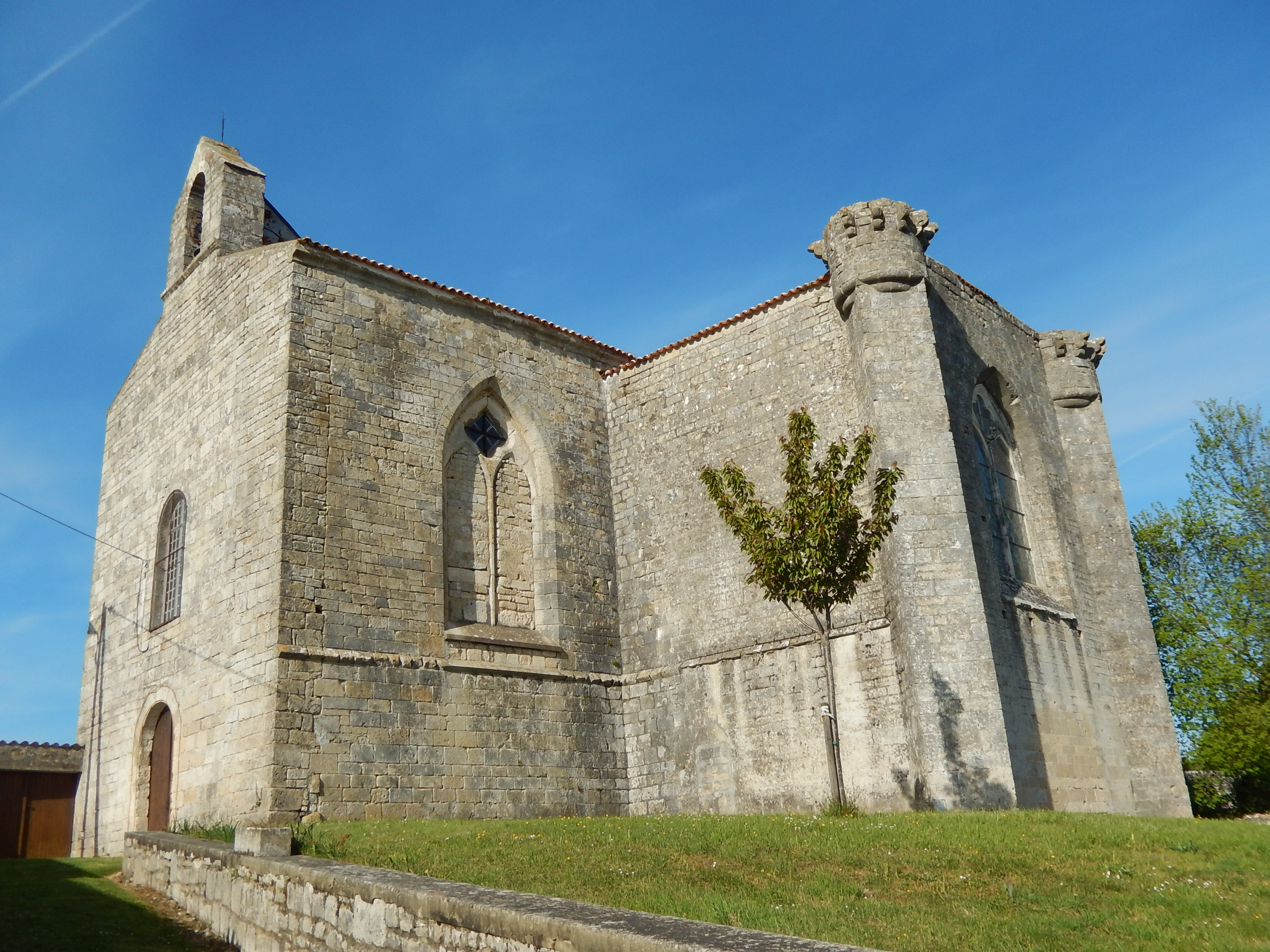
L'église de Saint-Séverin-sur-Boutonne. Les vestiges de deux échauguettes y sont encore visibles.
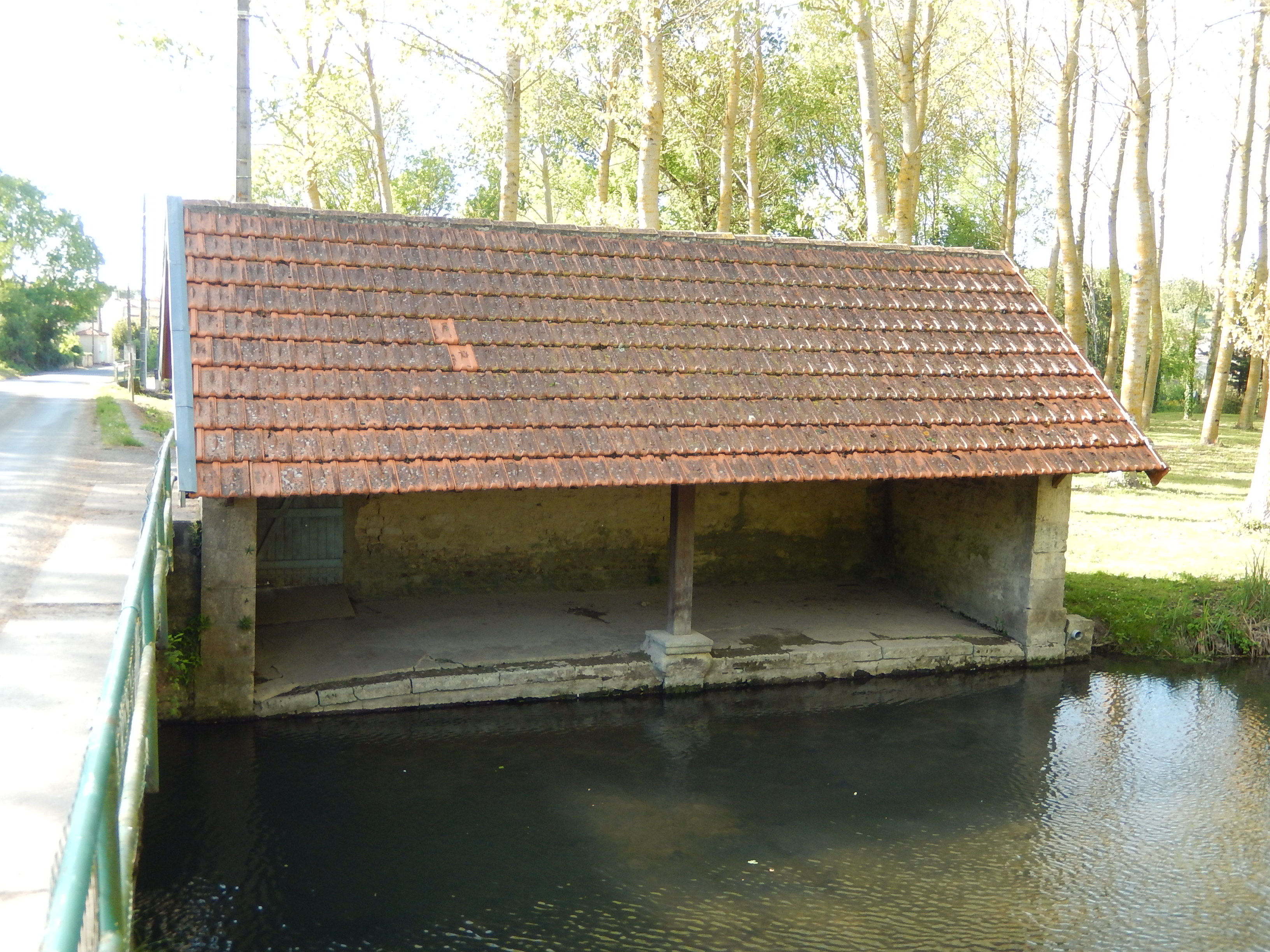
Le lavoir du village, sis au bord de la Boutonne.